# Nazionale maschile di hockey su pista del Guatemala
La nazionale di hockey su pista del Guatemala è la selezione maschile di hockey su pista che rappresenta il Guatemala in ambito internazionale.
Partecipò al Campionato mondiale maschile di hockey su pista Barcelos 1982, dove arrivò ultimo perdendo 12 delle sue 13 partite e pareggiando (3-3) contro l'Irlanda, segnando 14 gol e subendone 275.
Da allora, il Guatemala non ha più presentato una squadra nazionale in nessuna competizione internazionale di hockey su pista.